# Struve 2398
Struve 2398 és un estel binari que s'hi troba a 11,52 anys llum del sistema solar. De magnitud aparent +8,94, no és visible a ull nu. S'hi troba situada a la part nord-est de la constel·lació del Dragó, al nord-est de Grumium (ξ Draconis) i al sud-oest d'Altais (δ Draconis). El seu nom fa honor a l'astrònom Friedrich Georg Wilhelm von Struve, que en 1832 va mesurar per primera vegada la separació entre els seus dos components.
Les components del sistema són dues nanes vermelles bastant semblants. Struve 2398 A (Gliese 725A / HD 173739 / LHS 58) té tipus espectral M3.0V i una lluminositat equivalent al 0,27% de la lluminositat solar. La seva massa és el 34% de que té el Sol i el seu radi equival al 39% del radi solar. Gira sobre si mateixa amb una velocitat de rotació projectada igual o inferior a 5 km/s.
Struve 2398 B (Gliese 725B / HD 173740 / LHS 59) és un estel de tipus M3.5V la temperatura efectiva del qual és de 3395 K. La seva massa amb prou feines suposa el 27% de la massa solar. Brilla amb la meitat de lluminositat que la seva companya, sent el seu diàmetre una tercera part del que té el Sol. La seva velocitat de rotació projectada és igual o inferior a 7 km/s. És un estel fulgurant —experimenta augments bruscos i impredictibles de lluentor en tot l'espectre electromagnètic— i se sospita que Struve 2398 A també pot ser-ho. El sistema presenta una metal·licitat significativament inferior a la solar ([Fe/H] = -0,34).
Els paràmetres orbitals del sistema no són ben coneguts. Els estudis més recents assenyalen una separació mitjana entre les dues components de 55,9 ua, amb un període orbital de 453 anys. La gran excentricitat de l'òrbita (ε = 0,53) fa que la distància entre els dos estels varie entre 26 i 85 ua. L'últim periastre —mínima separació entre components— va tenir lloc en 1783. Observacions dutes a terme amb el telescopi espacial Hubble descarten l'existència en aquest sistema d'objectes de la grandària de Júpiter o d'una nana marró.
Els estels més propers a Struve 2398 són Gliese 687 a 4,2 anys llum, V1581 Cygni a 5,8 anys llum, i 61 Cygni a 6,1 anys llum.

## Sistema planetari
El 2019 es van detectar dos planetes (Gliese 725 Bb i Gliese 725 Bc) candidats en òrbita al voltant del component B mitjançant el mètode de la velocitat radial.